# Axylia ikondae
Axylia ikondae là một loài bướm đêm trong họ Noctuidae.